# Jonte
Jonte – rzeka we Francji, płynąca na terenie departamentów Lozère oraz Aveyron. Ma długość 38,6 km. Stanowi lewy dopływ rzeki Tarn. 

## Geografia
Jonte ma źródła na północny zachód od szczytu Mont Aigoual (1567 m n.p.m.), w gminie Gatuzières, w Parku Narodowym Sewennów. Rzeka generalnie płynie w kierunku zachodnim. Uchodzi do Tarnu w miejscowości Peyreleau. W dolnym biegu, na odcinku około 20 km, tworzy przełom zwany Gorges de la Jonte. 
Jonte przepływa przez 2 departamenty, w tym 7 gmin:
LozèreGatuzières (źródło), Hures-la-Parade, Saint-Pierre-des-Tripiers, Meyrueis, le Rozier
AveyronVeyreau, Peyreleau (ujście)

## Dopływy
Jonte ma 12 opisanych dopływów o długości co najmniej 2 km. Są to:
| - Brèze - Béthuzon - Ravin des Bastides - Valat de la Loubatière - Ravin de Rounzenas - Ruisseau de la Loubière | - Valat de la Cout - Ravin de Cassagnes - Ravin de Pellalergues - Ravin des Herans - Ravin de l'Estelio - Valat d'Hubague |